# 테이크 다운 (2013년 영화)
테이크 다운(Welcome to the Punch)은 2013년 공개된 영국의 스릴러 영화이다.

## 출연
- 제임스 매커보이 - 맥스 르윈스키 경위 역
- 마크 스트롱 - 제이컵 스턴우드, 은행 강도 주범 역
- 앤드리아 라이즈버러 - 세라 호크스 경사 역
- 엘리어스 거벨 - 루안 스턴우드, 제이컵의 아들 역
- 피터 멀런 - 로이 에드워즈 역
- 데이비드 모리시 - 토머스 가이거 광역지휘관 역
- 대니얼 컬루야 - 주카 오가도와 역
- 대니얼 메이스 - 네이선 바트닉 경감 역
- 조니 해리스 - 딘 원스, 무기 밀수 혐의를 받는 전직 군인 역
- 제이슨 플레밍 - 하비 크라운 역